# Richard Eyermann
Richard Eyermann (* 6. Februar 1898 in Erfurt; † 29. Juli 1971 in Magdeburg) war ein deutscher KPD- und SED-Funktionär und Widerstandskämpfer gegen den Nationalsozialismus.

## Leben
Eyermann wurde in eine Arbeiterfamilie geboren, besuchte die Volksschule und machte eine Ausbildung zum Metallschleifer. Er war als Eisenbahn- und Rangierarbeiter tätig. 1916 wurde er zum Kriegsdienst eingezogen. 1918 gehörte er zu den Mitbegründern der Erfurter Ortsgruppe der USPD. 1920 wurde er Mitglied der KPD. Von Oktober 1924 bis 1933 war er Mitglied des Landtags in Thüringen. Von 1925 bis 1933 war er Sekretär der KPD-Unterbezirksleitungen Bad Salzungen, Jena und Erfurt, ab 1924 auch Mitglied der KPD-Bezirksleitung Groß-Thüringen. Nach Übersiedlung der KPD-Bezirksleitung von Jena nach Erfurt 1930 wurde er zunächst Agitprop-Sekretär, dann 1931 Orgleiter.
Nach der „Machtergreifung“ der Nationalsozialisten 1933 beteiligte er sich aktiv am Widerstand. Das ZK der KPD entsandte ihn und Walter Duddins Anfang März 1933 nach Sachsen, wo Eyermann als Orgleiter die Partei neu aufbauen sollte. Eyermann wurde bereits im April desselben Jahres verhaftet und im KZ Nohra, danach im KZ Bad Sulza inhaftiert. Nach seiner Freilassung im Dezember 1934 wurde er unter polizeiliche Aufsicht gestellt. Im Januar 1937 erneut verhaftet und im Mai 1937 zu einem Jahr und sechs Monaten Gefängnis verurteilt. Er war bis August 1938 in Ichtershausen inhaftiert. Anschließend schloss er sich der Widerstandsgruppe um Theodor Neubauer und Magnus Poser an. 1944 wurde er zum dritten Mal verhaftet und in das KZ Buchenwald verbracht.
1945/46 war Eyermann Mitglied der KPD-Bezirksleitung Thüringen. Am 6. Juli 1945 begannen die Verhandlungen zwischen Vertretern der KPD und der SPD über ein Aktionsprogramm. In Weimar, im Parteihaus am Goetheplatz, nahm Eyermann zusammen mit den Kommunisten Johannes Brumme, Ernst Busse, Hugo Günther und Walter Wolf sowie den Sozialdemokraten Heinz Baumeister, Hermann Brill, August Frölich, Paul Hildebrandt und Cäsar Thierfelder an einer gemeinsamen Sitzung teil. Ziel dieser Aussprache war es, einen gemeinsamen Arbeitsausschuss der KPD und der SPD für Thüringen zu bilden. Im Anschluss trat Eyermann zusammen mit August Frölich in gemeinsamen Mitgliederversammlungen der SPD und KPD auf, um die Vereinigung der beiden Arbeiterparteien voranzutreiben. Eyermann war Delegierter des Vereinigungsparteitages für Thüringen am 6. und 7. April in Gotha sowie Delegierter des Vereinigungsparteitag der SPD und KPD am 21. und 22. April 1946 in Berlin. Im Anschluss war er zeitweise Sekretär der SED-Landesleitung Thüringen. Von 1946 bis 1952 gehörte er erneut dem Landtag in Thüringen an und war dort Vorsitzender der SED-Fraktion. Ab 1952 war er Abgeordneter des Bezirkstags Magdeburg. Von 1949 bis 1952 war er Vorsitzender der Landesparteikontrollkommission der SED in Thüringen. Von 1952 bis 1971 war Eyermann Mitglied der SED-Bezirksleitung Magdeburg, von 1952 bis 1969 auch Mitglied des Büros bzw. des Sekretariats der SED-Bezirksleitung und Vorsitzender der Bezirksparteikontrollkommission ebenda. Von 1950 bis 1969 war er zudem Kandidat der Zentralen Parteikontrollkommission der SED.
Seit dem Wintersemester 1970/71 hatte Eyermann einen Lehrauftrag an der Friedrich-Schiller-Universität Jena in der Sektion Philosophie/Geschichte. Er unterrichtete bis zu seinem Tod im Fach Geschichte der internationalen Arbeiterbewegung.
Eyermanns ältester Sohn, der russisch sprach, war in einem sowjetischen Kriegsgefangenenlager unter Spionageverdacht verhaftet worden, ohne dass der Vater Näheres erfuhr. Persönliche Nachforschungen des Thüringer SMAD-Chefs Iwan Kolesnytschenko in Moskau blieben ergebnislos. Eyermann verstarb 1971 ohne eine weitere Nachricht zu seinem Sohn erhalten zu haben.

## Schriften
- Auf dem Wege zur Einheit der Arbeiterbewegung in Thüringen 1945/46. In: Beiträge zur Geschichte der deutschen Arbeiterbewegung, 8 (1966), Sonderheft, S. 67–70.

## Auszeichnungen und Ehrungen
- Vaterländischer Verdienstorden (VVO) in Silber (6. Mai 1955 und 1963), in Gold (1968), Ehrenspange zum VVO in Gold (1970)
- Banner der Arbeit (1958)
- Medaille für Kämpfer gegen den Faschismus 1933 bis 1945 (1958)
- Verdienstmedaille der DDR (1959)
- Artur-Becker-Medaille in Gold (1960)
- Karl-Marx-Orden (1968)

Ein nach Richard Eyermann benannter Ring in Erfurt wurde 1992 nach Julius Leber umbenannt. Die ehemalige POS „Richard Eyermann“ in Erfurt beherbergt seit 1991 die Grundschule am Roten Berg.